# Abu Hanaja (Hama)
Abu Hanaja (arab. أبو حنايا) – miejscowość w Syrii, w muhafazie Hama. W 2004 roku liczyła 1157 mieszkańców.